# Censure postale

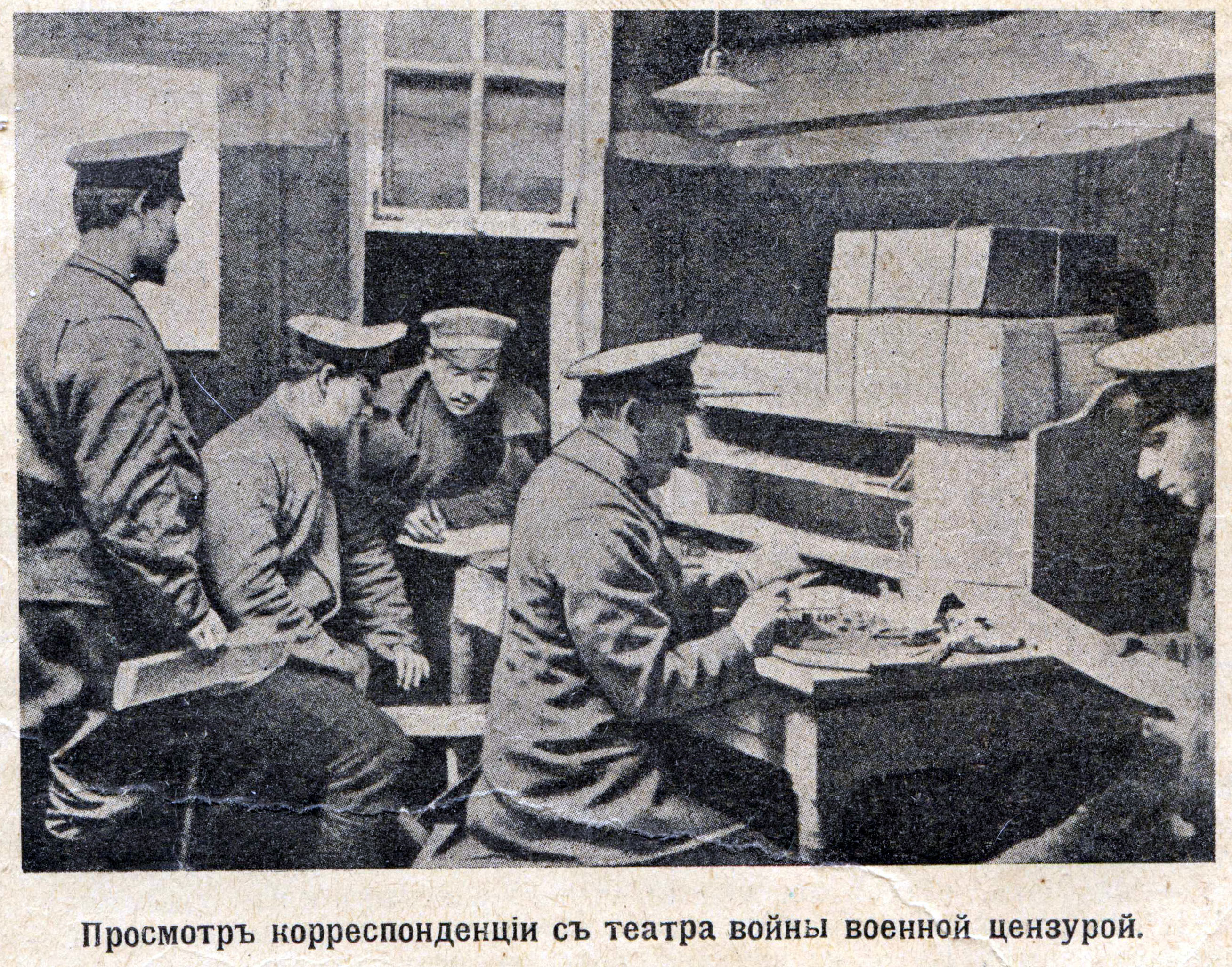
Censure militaire du courrier en Russie dans la Première Guerre mondiale, 1915.

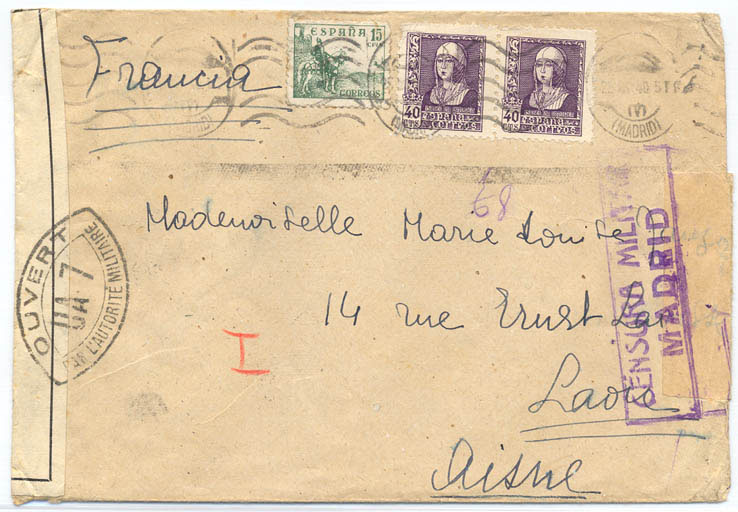
Lettres de 1940 envoyée d'Espagne vers la France et ouverte par les autorités espagnoles et françaises (Régime de Vichy dans ce dernier cas). Les ouvertures sont signalées par des tampons.

La censure postale est l'inspection ou l'examen du courrier, le plus souvent par les gouvernements. Il peut s'agir d'ouverture, la lecture ou l'effacement total ou sélectif de lettres et de leur contenu. La censure postale a lieu principalement mais pas exclusivement en temps de guerre, même si la nation concernée peut ne pas être directement en guerre, et en périodes de troubles, voire d'état d'urgence.
Historiquement, la censure postale est une pratique ancienne, elle est généralement liée à la collecte de renseignements et d'espionnage, ou selon le lieu comme dans les prisons. Civils et militaires peuvent être soumis à la censure.
L'étude de la censure postale est un sujet d'histoire postale.